# Lago Forggen
El lago Forggen (en alemán: Forggensee) es un lago situado cerca de la ciudad de Füssen, en la región administrativa de Suabia, en el estado de Baviera (Alemania), a una elevación de 814 metros; tiene un área de 1520 hectáreas. 